# Hmu septentrional
Pour les articles homonymes, voir hmu.
Le hmu septentrional (ou miao qiandong du Nord) est une langue hmong-mien parlée dans l'Est et le Sud du Guizhou et le Nord-Ouest du Guangxi en Chine, par environ 1 250 000 Hmongs. 
Les locuteurs Hmongs de la langue, qui se nomment « Hmub (m̥u˧) », font partie de la nationalité miao de Chine.

## Classification interne
Dans la classification chinoise établie par les linguistes Wang, Mao, Meng et Zheng, le hmu du Nord est un des dialectes du sous-groupe hmu, appelé qiangdong (黔东方言), du hmong, au sein de la famille des langues hmong-mien. En Chine les locuteurs du hmu font partie de la nationalité miao.

## Écriture et norme littéraire
Le hmu parlé à Yanghao (养蒿), un village de la commune de Guading (挂丁镇), situé dans le territoire de la ville de Kaili, une des subdivisions administratives de la préfecture autonome miao et dong de Qiandongnan, a été choisi comme norme littéraire pour la langue.
La langue s'écrit avec l'alphabet latin. Plutôt que de recourir à des signes spéciaux, le hmu septentrional, comme d'autres langues minoritaires du Sud-Est de la Chine, utilise des digrammes et des trigrammes pour noter les sons particuliers de la langue. Les tons sont indiqués par une consonne à la fin des mots.

## Phonologie
Les tableaux présentent les phonèmes vocaliques  et consonantiques du hmu septentrional de Yanghao.

### Voyelles
|         | Antérieure | Centrale | Postérieure |
| ------- | ---------- | -------- | ----------- |
| Fermée  | i [i]      |          | u [u]       |
| Moyenne | e [e]      | ə [ə]    | o [o]       |
| Ouverte | ɛ [ɛ]      |          | ɑ [ɑ]       |

### Diphtongues et rimes
Les diphtongues du hmu de Yanghao sont [ɑu], [ei], [iɑ], [io], [iu], [iə], [ie], [uɛ], [uɑ]. S'y ajoutent les triphtongues [iɑu], [uei]. Les autres rimes se finissent par les consonnes [n] et [ŋ],.

### Consonnes
|            |           | Bilabiales | Alvéolaires | Alvéolaires | Alv.-pal. | Dorsales | Dorsales | Glottale |
| ---------- | --------- | ---------- | ----------- | ----------- | --------- | -------- | -------- | -------- |
| Centrales  | Latérales | Bilabiales | Vélaires    | Uvulaires   | Alv.-pal. |          |          | Glottale |
| Occlusives | Sourde    | p [p]      | t [t]       |             |           | k [k]    | q [q]    |          |
| Occlusives | Aspirées  | ph [pʰ]    | th [tʰ]     |             |           | kh [kʰ]  | qh [qʰ]  |          |
| Fricatives | sourdes   | f [f]      | s [s]       | ɬ [ɬ]       | ɕ [ɕ]     |          |          | h [h]    |
| Fricatives | Aspirées  | fh [fʰ]    | sh [sʰ]     | ɬh [ɬʰ]     | ɕh [ɕʰ]   |          | xh [ xʰ] |          |
| Fricatives | Sonore    | v [v]      | z [z]       |             | ʑ [ʑ]     |          | ɣ [ɣ]    |          |
| Affriquées | Sourdes   |            | ts [t͡s]     |             | tɕ [t͡ɕ]   |          |          |          |
| Affriquées | Aspirées  |            | tsh [t͡sʰ]   |             | tɕh [t͡ɕʰ] |          |          |          |
| Liquides   | Liquides  |            |             | l [l]       |           |          |          |          |
| Nasales    | Sonores   | m [m]      | n [n]       |             |           | ŋ [ŋ]    |          |          |
| Nasales    | Dévoisées | m̥ [m̥]      | n̥ [n̥]       |             |           |          |          |          |

### Une langue tonale
Le hmu septentrional est une langue tonale qui possède huit tons. Les lettres sont celles utilisées en fin de mots pour marquer les tons.
| Ton | Valeur | Exemple   | Transcription | Traduction                                 |
| --- | ------ | --------- | ------------- | ------------------------------------------ |
| 1   | ˧ 33   | ʔəɯ33     | eb            | eau                                        |
| 2   | ˥ 55   | ʑen55n̥ɛ33 | yenx hnaib    | à longueur de journée, tout le temps       |
| 3   | ˧˥ 35  | qoŋ35     | ghongd        | gorge, larynx                              |
| 4   | ˩ 11   | ʑɑŋ11     | yangl         | conduire, diriger                          |
| 5   | ˦ 44   | tɕen44    | jent          | lanière de bambou                          |
| 6   | ˨˦ 13  | sɛ13ɬio53 | sais dliok    | marques sur le fléau de la balance romaine |
| 7   | ˥˧ 53  | fʰəɯ53    | hfek          | éteindre                                   |
| 8   | ˧˩ 31  | qɑ33ku31  | ghab guf      | reste, solde d'un compte                   |